# Eupithecia hemiochra
Eupithecia hemiochra là một loài bướm đêm trong họ Geometridae.